# A Pedra do Tesouro
A Pedra do Tesouro é um curta-metragem brasileiro de 1965, produzido por Roberto Farias e estrelado por Renato Aragão e Dedé Santana. Com duração de 15 minutos, este curta marcou a estreia de Aragão no cinema.
O filme não contém diálogos, apenas música instrumental.
Esse raro filme nunca foi lançado comercialmente, até que em 2005 foi lançado como um extra no DVD do filme/documentário O Mundo Mágico dos Trapalhões.

## Sinopse
Didi e Dedé estão no Velho Oeste, em busca de um tesouro de enorme valor. Descobrem que o mesmo está escondido sob uma enorme pedra. Para proteger o local, matam qualquer um que se aproxima. Em seguida, tentam de todas as formas remover a pedra, mas não conseguem lograr êxito. Ao final, com a ajuda de uma turma de jovens hippies, conseguem remover a pedra e encontram o tesouro, mas o mesmo é repartido entre todos, não sobrando quase nada para ninguém.

## Elenco
- Renato Aragão
- Dedé Santana